# Соледар
Соледа́р (до 1991 року — Карло-Лібкнехтівськ) — місто в Україні, в Бахмутському районі Донецької області. Адміністративний центр Соледарської міської громади.
Розташоване за 18 км від Бахмута, за 3 км від залізничної станції Сіль та за 2 км від залізничної станції Деконська (дизель) при впадінні річки Мокрої Плотви в Бахмутку (притока Сіверського Дінця).
Населення 13 151 чол. (перепис 2001 р.). Основна промисловість — видобуток солі, комбінат будівельних деталей та сумішей.

## Історія
Історія Соледара тісно пов'язана з розвитком Бахмутських соляних промислів. В останній чверті XVII ст., коли в районі р. Бахмутки почали видобувати сіль, навколо соляних промислів виникло с. Брянцівка. Першими його мешканцями були козаки Ізюмського полку й переселенці з північних областей України. На початку XVIII ст. соляні промисли перейшли у відання царського двору. Проте в умовах кріпосництва та браку робочої сили соляна промисловість розвивалася дуже повільно.
За даними 1859 р., Михайлівка (Диконівка, Деконська) була панським селом над Мокрою Пліткою. Тут мешкало «25 господ та 170 чол.»
Становище змінилося після реформи 1861. У 1877—1878 рр. в районі Бахмута, поблизу с. Брянцівки на правому березі р. Мокрої Плотви, інженер Н. Г. Іванов здійснив розвідувальні роботи для виявлення запасів кам'яної солі. Він пройшов бурову свердловину завглибшки 292 м і відкрив 9 соляних пластів, зокрема й найбільший (39,5 м) Брянцівський шар.
У 1879 на цьому місці приватна промислова компанія, яку очолював Н. Н. Литуновський, розпочала будівництво першої соляної шахти, назвавши її Брянцівською копальнею. У 1881 вона видала понад 4 тис. т солі. У 1884—1885 рр. в Бахмутському повіті стали до ладу 5 рудників: Нова Величка, Харламівський, Петро Великий, Деконсько-Покровський і Пшеничний. На Брянцівському і Девонському рудниках у 1884 налічувалося близько 800 робітників. Неподалік від с. Брянцівки було знайдено також поклади кварцитів і вогнетривкої глини. На їх базі в 1897 акціонерне товариство Ковальського спорудило Девонський алебастровий завод. У 1901—1903 рр. харківські купці Богомолов і Косич поблизу станції Деконська купили в німецьких колоністів 6 га землі і збудували ще три алебастрові заводи.
Навколо рудників і заводів виросли робітничі селища Нова Величка і Девонське, які входили до складу Бахмутського повіту Катеринославської губернії. Наприкінці XIX ст. в них мешкало понад 1,5 тис. чол.
7 (20) листопада 1917 року, відповідно до Третього Універсалу Української Центральної Ради, увійшло до складу Української Народної Республіки.  

### Видобуток солі
Серед соленосних регіонів особливе місце посідає південно-східна частина Донбасу, де на місці неглибокої затоки древнього Пермського моря близько 250 млн років тому утворилися величезні поклади кам'яної солі. Історики свідчать про те, що люди ще до нашої ери могли отримувати цей життєво важливий мінерал методом випаровування його з солоної ропи Торських та Бахмутських озер, розташованих на місці розвіданого згодом Артемівського родовища кам'яної солі. Але тільки у XVI ст. видобуток виварювальної солі на Донбасі став регулярним.

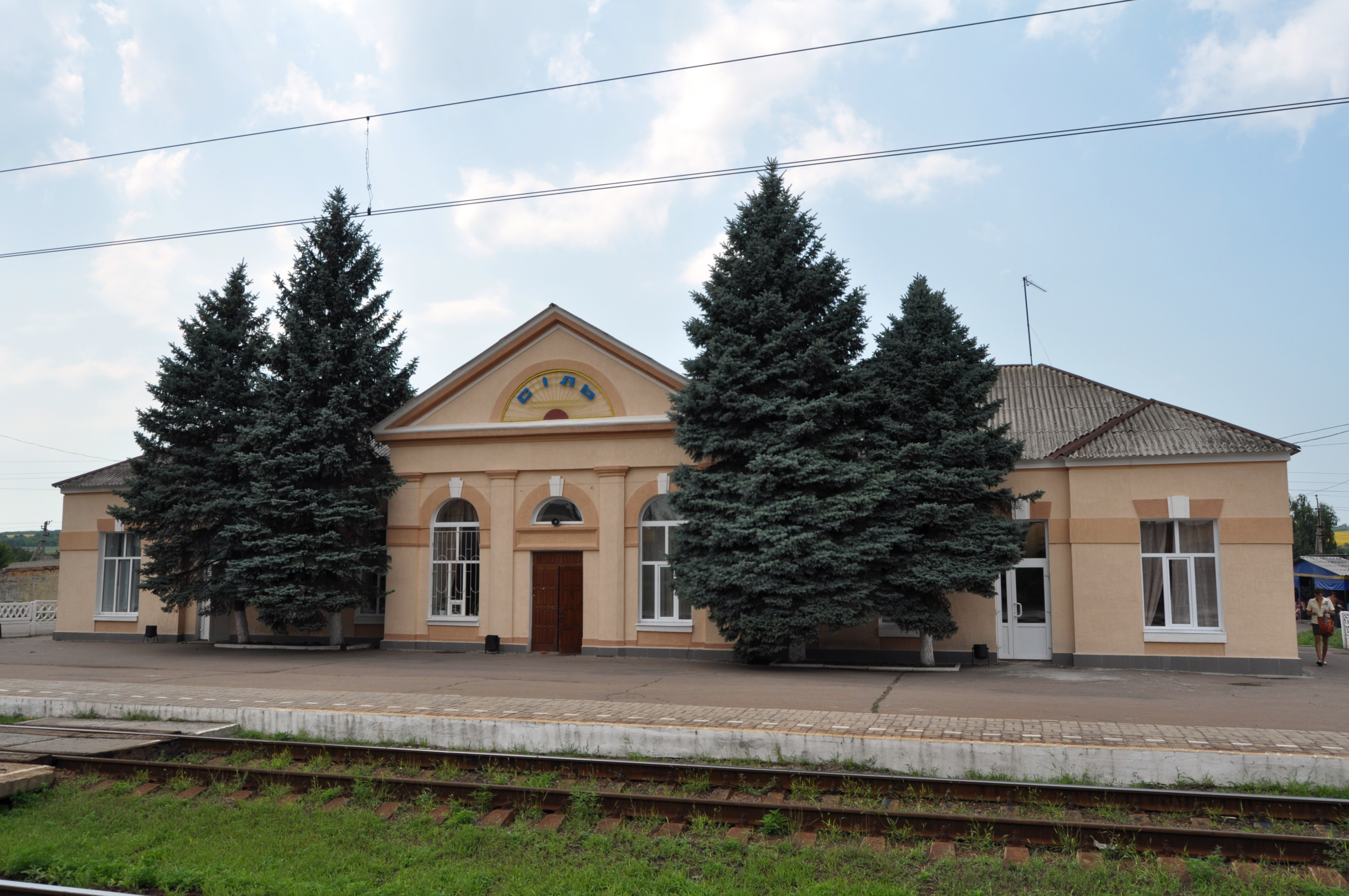
Залізнична станція Сіль

Із розвитком соляного виробництва нерозривно пов'язана історія усього Донбасу. Виробництво виварювальної солі вимагало все більшого спалювання деревини, що призвело до знищення навколишніх лісів. Потрібен був новий енергоносій, яким і стало виявлене близько 300 років тому в Донецькому краю кам'яне вугілля. Його використовували перш за все для збільшення виробництва солі, а вже згодом — для розвитку металургії та інших індустріальних потреб.
Припущення про наявність у районах Бахмута і Тора багатих покладів кам'яної солі окремі дослідники висловлювали ще в середині XVIII ст. Але лише у 1880 геолог О. П. Карпінський здійснив точні науково обґрунтовані дослідження і довів наявність величезних соляних запасів у краю, через який століттями пролягав знаменитий чумацький шлях за сіллю до Криму.
Здійснена у 1876—1880 рр. гірничим інженером П. І. Івановим проходка так званої «Урядової свердловини» біля с. Брянцівка, за 10 верст від Бахмута, виявила наявність у земних надрах 9 соляних пластів, зокрема й найпотужнішого — Брянцівського, товщина якого становила близько 40 м.
Це сенсаційне відкриття привернуло увагу промисловців, які розгорнули в регіоні інтенсивне будівництво соляних шахт.
Для перевезення солі й інших вантажів довелося побудувати залізничну станцію Сіль, станцію Деконська і депо станції Сіль. У 1881 було введено в експлуатацію першу шахту, що належала приватній промисловій компанії генерала Н. І. Летуновського.
Згодом уведено в експлуатацію ще п'ять соляних копалень, що сприяло значному зростанню видобутку мінералу і насиченню соляного ринку.
З 1926 року робітниче селище називають ім'ям Карла Лібкнехта.

### Німецька колонія
У 1889 було засноване католицьке с. Деконська (Катеринославська губернія, Бахмутський повіт, Іванівська волость). У радянський період — Сталінська/Донецька область, Артемівський район. Мешканці: 401 272/249 німці (1926).

### УРСР та незалежна Україна
Під час Другої світової війни соляні копальні було цілковито зруйновано. У 1947 було закінчено відновлення останньої з усіх зруйнованих копалень.
У 1938 році населені пункти селище імені Карла Лібкнехта отримало статус смт.
На початку 1965 році смт імені Карла Лібкнехта перейменоване на Карло-Лібкнехтове, а через пів року селища міського типу Білокам'янське і Карло-Лібкнехтове об'єднані в одне місто — Карло-Лібкнехтівськ.
У липні 1991 року місто Карло-Лібкнехтовськ перейменовано на Соледар. У 1999 до міста приєднано смт Сіль і Дворіччя.

### Російсько-українська війна
6 травня 2014 року Олександр Бригенець повідомив про початок штурму та захоплення міста Соледар проросійськими терористами.
21-22 липня 2014 року сили антитерористичної операції України перебрали контроль над Соледаром.
14 січня 2015 року правоохоронці знайшли тіло депутата міської ради Соледара Івана Резніченка. Депутат зник 21.06.2014 — був закатований на замовлення проросійських терористів. Тіло Резніченка виявив його товариш, який самостійно займався пошуками, теж депутат Соледарської міськради, в одній із соляних копанок. Правоохоронці затримали двох злочинців, котрі на замовлення сепаратистів убили Резніченка.
Після повномасштабного вторгнення росіян місто неодноразово зазнавало обстрілів, значну частину мешканців було евакуйовано.
28 травня 2022 внаслідок удару терористів зруйновано будівлю копальні підприємства «Артемсіль».
26 грудня 2022 року Олександр Сирський заявив про те що було зірвано плани військ РФ щодо захоплення міста Соледар до 26 грудня 2022 року.
7 січня 2023 року Юрій Бутусов заявив що 46 ОДШБр продовжує захист міста і опублікував селфі на фоні брами ДП Артемсіль (центральний вхід Музею соляної промисловості), що знаходиться у передмісті Соледару. Того ж дня в ефірі національного телемарафону речник ОК Схід Сергій Череватий заявив про те що Соледар і Бахмут залишаються під контролем ЗСУ.
9 січня 2023 року ворог розпочав потужний штурм. Російські окупанти не зважали на великі втрати свого особового складу та продовжували активно штурмувати місто.
25 січня 2023 року Сергій Череватий, речник східного угруповання ЗСУ, повідомив, що українські війська відійшли від Соледара. Таким чином місто опинилось в російській окупації.
Станом на літо 2023 року все населення Соледара складала 1 людина. В місті не лишилось жодного вцілілого будинку.

## Пам'ятники
У центрі Соледара встановлений пам'ятник академіку О. П. Карпінському — вченому-геологу, що в 1880 р. довів існування соляних запасів у цих краях. Поряд — сквер із пам'ятником трьом воїнам-інтернаціоналістам, які не повернулися з Афганістану.

## Населення

### Національний склад
Розподіл населення за національністю за даними перепису 2001 року:
| Національність  | Відсоток |
| --------------- | -------- |
| українці        | 82.22 %  |
| росіяни         | 16.18 %  |
| білоруси        | 0.34 %   |
| вірмени         | 0.17 %   |
| інші/не вказали | 1.09 %   |

### Мова
Розподіл населення за рідною мовою за даними перепису 2001 року:
| Мова            | Кількість | Відсоток |
| --------------- | --------- | -------- |
| українська      | 7922      | 60.10 %  |
| російська       | 5198      | 39.43 %  |
| вірменська      | 14        | 0.11 %   |
| білоруська      | 12        | 0.09 %   |
| циганська       | 7         | 0.05 %   |
| румунська       | 4         | 0.03 %   |
| болгарська      | 2         | 0.01 %   |
| польська        | 1         | 0.01 %   |
| грецька         | 1         | 0.01 %   |
| інші/не вказали | 21        | 0.16 %   |
| Усього          | 13182     | 100 %    |

За даними перепису 2001 р. населення міста становило 13182 чол., із них 60,10 % зазначили рідною мовою українську, 39,43 % — російську, 0,11 % — вірменську, 0,09 % — білоруську, 0,05 % — циганську, 0,02 % — молдовську та болгарську, 0,01 % — грецьку, польську, румунську та караїмську мови.

## Соціальна сфера
У місті до російського вторгнення в Україну у 2022 році діяли 3 дитячих дошкільних установи, 2 загальноосвітні школи, професійно-технічне училище, музична школа, спортивний комплекс із плавальним басейном, 5 бібліотек, палац культури, Центр дитинства та юнацтва. Наразі доля цих закладів не відома.

## Підприємства

Гірнича виробка у соляній шахті Соледара, Донецька область

Найвідомішим у місті є державне підприємство «Артемсіль». Це об'єднання випускає якісну та широко відому в світі кам'яну сіль. У відпрацьованих соляних шахтах на глибині 300 м відкрито спелеосанаторій «Соляна симфонія» для профілактики та лікування астми, захворювань дихальних шляхів. Тут лікують бронхіальні астми та хронічні бронхіти, запалення легенів, алергію, шкірні та неврологічні захворювання.
Колективне підприємство воїнів-інтернаціоналістів «Память» провадить екскурсії, під час яких є змога спуститися на глибину 300 м у справжню соляну шахту, щоб побачити скарби Соледара: музей, діючу підземну церкву, соляні скульптури, самородний кристал солі розміром із людський зріст. Ці визначні пам'ятки дозволили Соледару потрапити в книгу рекордів Гіннеса. В одній із виробок організовують концерти симфонічної музики.
У місті розташований також гіпсовий комбінат «KNAUF» — підприємство-філія німецького концерну «KNAUF».
У місті працює єдиний в Україні розплідник із промислового вирощування блакитних і сріблястих ялин.
- Білокам'янський вогнетривкий завод
- Державний розплідник «Ялинка» — вирощуються хвойні дерева і чагарники: ялівець, туї, сосни, ялини. У розпліднику 70 тис. саджанців, а його загальна площа — 146 га[22].

## Відомі люди

### Народилися
- Бездвірний Анатолій Андрійович (1922—1952) — Герой Радянського Союзу.
- Брова Горден Миколайович (нар. 1991) — український волейболіст.
- Федоров Петро Миколайович (нар. 1951) — астроном, лауреат Премії НАН України імені Є. П. Федорова.
- Меденцев Олександр Миколайович (1985—2019) — солдат ЗСУ, учасник російсько-української війни.

## Місто-побратим
- Білогородка, Україна[26]

## Цікаві факти
- Соледарське озеро, розташоване неподалік міста на місці однієї з колишніх шахт, має термальну аномалію: при температурі 20 °C на поверхні на глибині озера температура може сягати 40 °C.
- У 2019 році було розпочато туристичний проєкт «Шлях, позначений сіллю»[27], присвячений висвітленню та популяризації туризму соляними регіонами України. У рамках проєкту створено однойменну книгу[28] та кілька віртуальних турів, зокрема у промисловій зоні та соляних шахтах Соледара[29][30]. Проєкт реалізується в межах Програми ООН із відновлення та розбудови миру за фінансової підтримки Європейського Союзу[31].